# 9298 Ґеаке
9298 Ґеаке (9298 Geake) — астероїд головного поясу, відкритий 15 травня 1985 року.
Тіссеранів параметр щодо Юпітера — 3,336.